# Tahar Rahim

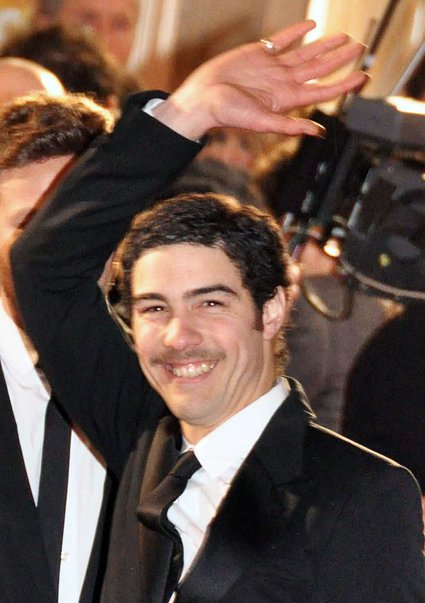
Tahar Rahim na 35. ceremonii wręczenia Cezarów

Tahar Rahim (ur. 4 lipca 1981  w Belfort) – francuski aktor filmowy pochodzenia algierskiego.

## Życiorys
Urodził się i wychował w Belfort, w regionie Franche-Comté, w departamencie Territoire de Belfort, w północno-wschodniej Francji. Studiował na wydziale sportu na Université de Strasbourg I, a następnie przez rok studiował informatykę i matematykę na Paul Valéry University w Marsylii, a potem na wydziale kina na Uniwersytecie w Montpellier.
W 2005 zagrał tytułową rolą Tahara w niskobudżetowym filmi dokumentalnym Tahar Student (Tahar l'etudiant). Następnie przeniósł się do Paryża, by kontynuować karierę aktorską, zaczynając od pracy scenicznej. W pierwszym filmie fabularnym Najście (À l'intérieur, 2007) z Béatrice Dalle wystąpił w roli policjanta. Później zagrał w miniserialu Canal + Komuna (La Commune, 2007). 
Główna rola Malika El Djebeny w Proroku (Un prophète, 2009) przyniosła mu międzynarodowy rozgłos. Film miał premierę na 62. MFF w Cannes, cieszył się powszechnym uznaniem i zdobył liczne wyróżnienia na całym świecie, w tym nagrodę Grand Prix w Cannes i dwa Cezary w kategorii najlepszy aktor i najbardziej obiecujący aktor. Rahim odebrał także Europejską Nagrodę Filmową dla najlepszego aktora.
W 2010 ożenił się z aktorką Leïlą Bekhti, którą poznał podczas kręcenia Proroka.
Zasiadał w jury sekcji "Un Certain Regard" na 68. MFF w Cannes (2015) oraz w jury konkursu głównego na 74. MFF w Cannes (2021).

## Wybrana filmografia
- 2005: Tahar uczeń (Tahar l'étudiant) jako Tahar
- 2006: The 9/11 Commission Repor jako Talibański śledczy
- 2007: Komuna (La Commune) jako Yazid Fikry
- 2007: Najście (À l'intérieur) jako policjant
- 2009: Prorok (Un prophète) jako Malik El Djebena
- 2011: Dziewiąty legion (The Eagle) jako książę Ludzi Fok
- 2011: Miłość i blizny (Love and Bruises) jako Mathieu
- 2012: Czarne złoto (Black Gold) jako książę Auda
- 2012: Nasze dzieci (À perdre la raison) jako Mounir
- 2013: Grand Central jako Gary
- 2013: Przeszłość (Le passé) jako Samir
- 2014: Mikołaj Nieświęty (Le père Noël) jako Święty Mikołaj
- 2014: Samba jako Wilson
- 2014: The Cut jako Nazaret Manoogian
- 2018: Maria Magdalena (Mary Magdalene) jako Judasz
- 2021: Mauretańczyk (The Mauritanian) jako Mohamedou Ould Salahi